# Плей-оф Кубка Стенлі 1985
Плей-оф Кубка Стенлі 1985 — стартував після регулярного чемпіонату 10 квітня та фінішував 30 травня 1985.

## Учасники плей-оф

### Конференція Принца Уельського

#### Дивізіон Адамса
1. Монреаль Канадієнс, чемпіон дивізіону Адамса – 94 очка
2. Квебек Нордікс – 91 очко
3. Баффало Сейбрс – 90 очок
4. Бостон Брюїнс – 82 очка

#### Дивізіон Патрик
1. Філадельфія Флайєрс, чемпіон дивізіону Патрика, Конференції Принца Уельського – 113 очок
2. Вашингтон Кепіталс – 101 очко
3. Нью-Йорк Айлендерс – 86 очок
4. Нью-Йорк Рейнджерс – 62 очка

### Конференція Кларенса Кемпбела

#### Дивізіон Норріса
1. Сент-Луїс Блюз, чемпіон дивізіону Норріса – 86 очок
2. Чикаго Блекгокс – 83 очка
3. Детройт Ред Вінгз – 66 очок
4. Міннесота Норт-Старс – 62 очка

#### Дивізіон Смайт
1. Едмонтон Ойлерс, чемпіон дивізіону Смайт, Конференції Кларенса Кемпбела – 109 очок
2. Вінніпег Джетс – 96 очок
3. Калгарі Флеймс – 94 очка
4. Лос-Анджелес Кінгс – 82 очка

## Плей-оф
|  | 1/8 фіналу | 1/8 фіналу                            | 1/8 фіналу  |   |             | Чвертьфінали | Чвертьфінали  | Чвертьфінали |                    |                    | Півфінали           | Півфінали           | Півфінали           |  |  | Фінал Кубка Стенлі | Фінал Кубка Стенлі | Фінал Кубка Стенлі |
|  |            |                                       |             |   |             |              |               |              |                    |                    |                     |                     |                     |  |  |                    |                    |                    |
|  | 1          | Монреаль                              | 3           |   |             | A1           | Монреаль      | 3            |                    |                    |                     |                     |                     |  |  |                    |                    |                    |
|  | 8          | Бостон                                | 2           |   |             | A2           | Квебек        | 4            |                    |                    |                     |                     |                     |  |  |                    |                    |                    |
|  |            |                                       |             |   |             |              |               |              |                    |                    |                     |                     |                     |  |  |                    |                    |                    |
|  | 2          | Квебек                                | 3           |   |             |              |               |              | Східна конференція | Східна конференція | Східна конференція  | Східна конференція  | Східна конференція  |  |  |                    |                    |                    |
|  | 2          | Квебек                                | 3           |   |             |              |               |              | Східна конференція | Східна конференція | Східна конференція  | Східна конференція  | Східна конференція  |  |  |                    |                    |                    |
|  | 7          | Баффало                               | 2           |   |             |              |               |              |                    |                    |                     |                     |                     |  |  |                    |                    |                    |
|  | 7          | Баффало                               | 2           |   |             |              |               |              |                    | A2                 | Квебек              | 2                   |                     |  |  |                    |                    |                    |
|  |            |                                       |             |   |             |              |               |              |                    | A2                 | Квебек              | 2                   |                     |  |  |                    |                    |                    |
|  |            | P1                                    | Філадельфія | 4 |             |              |               |              |                    |                    |                     |                     |                     |  |  |                    |                    |                    |
|  | 3          | P1                                    | Філадельфія | 4 | Філадельфія | 3            |               |              |                    |                    |                     |                     |                     |  |  |                    |                    |                    |
|  | 3          |                                       |             |   | Філадельфія | 3            |               |              |                    |                    |                     |                     |                     |  |  |                    |                    |                    |
|  | 6          | Н-Й Рейнджерс                         | 0           |   |             |              |               |              |                    |                    |                     |                     |                     |  |  |                    |                    |                    |
|  | 6          | Н-Й Рейнджерс                         | 0           |   |             |              |               |              |                    |                    |                     |                     |                     |  |  |                    |                    |                    |
|  |            |                                       |             |   |             |              |               |              |                    |                    |                     |                     |                     |  |  |                    |                    |                    |
|  |            |                                       |             |   |             |              |               |              |                    |                    |                     |                     |                     |  |  |                    |                    |                    |
|  | 4          | Вашингтон                             | 2           |   | P1          | Філадельфія  | 4             |              |                    |                    |                     |                     |                     |  |  |                    |                    |                    |
|  | 4          | Вашингтон                             | 2           |   | P1          | Філадельфія  | 4             |              |                    |                    |                     |                     |                     |  |  |                    |                    |                    |
|  | 5          | Н-Й Айлендерс                         | 3           |   |             | P3           | Н-Й Айлендерс | 1            |                    |                    |                     |                     |                     |  |  |                    |                    |                    |
|  | 5          | Н-Й Айлендерс                         | 3           |   |             |              |               |              |                    | P1                 | Філадельфія         | 1                   |                     |  |  |                    |                    |                    |
|  |            | (Пари пересіяні після першого раунду) |             |   |             |              |               |              |                    | P1                 | Філадельфія         | 1                   |                     |  |  |                    |                    |                    |
|  |            | S1                                    | Едмонтон    | 4 |             |              |               |              |                    |                    |                     |                     |                     |  |  |                    |                    |                    |
|  | 1          | S1                                    | Едмонтон    | 4 | Сент-Луїс   | 0            |               |              | N4                 | Міннесота          | 2                   |                     |                     |  |  |                    |                    |                    |
|  | 1          |                                       |             |   | Сент-Луїс   | 0            |               |              | N4                 | Міннесота          | 2                   |                     |                     |  |  |                    |                    |                    |
|  | 8          | Міннесота                             | 3           |   |             | N2           | Чикаго        | 4            |                    |                    |                     |                     |                     |  |  |                    |                    |                    |
|  | 8          | Міннесота                             | 3           |   |             | N2           | Чикаго        | 4            |                    |                    |                     |                     |                     |  |  |                    |                    |                    |
|  |            |                                       |             |   |             |              |               |              |                    |                    |                     |                     |                     |  |  |                    |                    |                    |
|  | 2          | Чикаго                                | 3           |   |             |              |               |              |                    |                    |                     |                     |                     |  |  |                    |                    |                    |
|  | 2          | Чикаго                                | 3           |   |             |              |               |              |                    |                    |                     |                     |                     |  |  |                    |                    |                    |
|  | 7          | Детройт                               | 0           |   |             |              |               |              |                    |                    |                     |                     |                     |  |  |                    |                    |                    |
|  | 7          | Детройт                               | 0           |   |             |              |               |              | N2                 | Чикаго             | 2                   |                     |                     |  |  |                    |                    |                    |
|  |            |                                       |             |   |             |              |               |              | N2                 | Чикаго             | 2                   |                     |                     |  |  |                    |                    |                    |
|  |            | S1                                    | Едмонтон    | 4 |             |              |               |              |                    |                    |                     |                     |                     |  |  |                    |                    |                    |
|  | 3          | S1                                    | Едмонтон    | 4 | Едмонтон    | 3            |               |              |                    |                    |                     |                     |                     |  |  |                    |                    |                    |
|  | 3          |                                       |             |   | Едмонтон    | 3            |               |              |                    |                    |                     |                     |                     |  |  |                    |                    |                    |
|  | 6          | Лос-Анджелес                          | 0           |   |             |              |               |              |                    |                    | Західна конференція | Західна конференція | Західна конференція |  |  |                    |                    |                    |
|  | 6          | Лос-Анджелес                          | 0           |   |             |              |               |              |                    |                    | Західна конференція | Західна конференція | Західна конференція |  |  |                    |                    |                    |
|  |            |                                       |             |   |             |              |               |              |                    |                    |                     |                     |                     |  |  |                    |                    |                    |
|  | 4          | Вінніпег                              | 3           |   | S1          | Едмонтон     | 4             |              |                    |                    |                     |                     |                     |  |  |                    |                    |                    |
|  | 4          | Вінніпег                              | 3           |   | S1          | Едмонтон     | 4             |              |                    |                    |                     |                     |                     |  |  |                    |                    |                    |
|  | 5          | Калгарі                               | 1           |   |             | S2           | Вінніпег      | 0            |                    |                    |                     |                     |                     |  |  |                    |                    |                    |

### 1/8 фіналу
Конференція Принца Уельського
| Монреаль Канадієнс та Бостон Брюїнс | Монреаль Канадієнс та Бостон Брюїнс | Монреаль Канадієнс та Бостон Брюїнс | Монреаль Канадієнс та Бостон Брюїнс | Монреаль Канадієнс та Бостон Брюїнс | Монреаль Канадієнс та Бостон Брюїнс | Монреаль Канадієнс та Бостон Брюїнс |
| Дата                                | Господарі                           | Господарі                           | Гості                               | Гості                               | Примітки                            |                                     |
| ----------------------------------- | ----------------------------------- | ----------------------------------- | ----------------------------------- | ----------------------------------- | ----------------------------------- | ----------------------------------- |
| 10 квітня                           | Бостон                              | 5                                   | 1                                   | Монреаль                            |                                     |                                     |
| 11 квітня                           | Бостон                              | 3                                   | 5                                   | Монреаль                            |                                     |                                     |
| 13 квітня                           | Монреаль                            | 4                                   | 1                                   | Бостон                              |                                     |                                     |
| 14 квітня                           | Монреаль                            | 5                                   | 6                                   | Бостон                              |                                     |                                     |
| 16 квітня                           | Бостон                              | 0                                   | 5                                   | Монреаль                            |                                     |                                     |
| Монреаль виграв серію 3:2.          |                                     |                                     |                                     |                                     |                                     |                                     |

| Квебек Нордікс та Баффало Сейбрс | Квебек Нордікс та Баффало Сейбрс | Квебек Нордікс та Баффало Сейбрс | Квебек Нордікс та Баффало Сейбрс | Квебек Нордікс та Баффало Сейбрс | Квебек Нордікс та Баффало Сейбрс | Квебек Нордікс та Баффало Сейбрс |
| Дата                             | Господарі                        | Господарі                        | Гості                            | Гості                            | Примітки                         |                                  |
| -------------------------------- | -------------------------------- | -------------------------------- | -------------------------------- | -------------------------------- | -------------------------------- | -------------------------------- |
| 10 квітня                        | Баффало                          | 2                                | 5                                | Квебек                           |                                  |                                  |
| 11 квітня                        | Баффало                          | 2                                | 3                                | Квебек                           |                                  |                                  |
| 13 квітня                        | Квебек                           | 4                                | 6                                | Баффало                          |                                  |                                  |
| 14 квітня                        | Квебек                           | 4                                | 7                                | Баффало                          |                                  |                                  |
| 16 квітня                        | Баффало                          | 5                                | 6                                | Квебек                           |                                  |                                  |
| Квебек виграв серію 3:2.         |                                  |                                  |                                  |                                  |                                  |                                  |

| Філадельфія Флайєрс та Нью-Йорк Рейнджерс | Філадельфія Флайєрс та Нью-Йорк Рейнджерс | Філадельфія Флайєрс та Нью-Йорк Рейнджерс | Філадельфія Флайєрс та Нью-Йорк Рейнджерс | Філадельфія Флайєрс та Нью-Йорк Рейнджерс | Філадельфія Флайєрс та Нью-Йорк Рейнджерс | Філадельфія Флайєрс та Нью-Йорк Рейнджерс |
| Дата                                      | Господарі                                 | Господарі                                 | Гості                                     | Гості                                     | Примітки                                  |                                           |
| ----------------------------------------- | ----------------------------------------- | ----------------------------------------- | ----------------------------------------- | ----------------------------------------- | ----------------------------------------- | ----------------------------------------- |
| 10 квітня                                 | Н-Й Рейнджерс                             | 4                                         | 5                                         | Філадельфія                               | OT                                        |                                           |
| 11 квітня                                 | Н-Й Рейнджерс                             | 1                                         | 3                                         | Філадельфія                               |                                           |                                           |
| 13 квітня                                 | Філадельфія                               | 6                                         | 5                                         | Н-Й Рейнджерс                             |                                           |                                           |
| Філадельфія виграла серію 3:0.            |                                           |                                           |                                           |                                           |                                           |                                           |

| Вашингтон Кепіталс та Нью-Йорк Айлендерс | Вашингтон Кепіталс та Нью-Йорк Айлендерс | Вашингтон Кепіталс та Нью-Йорк Айлендерс | Вашингтон Кепіталс та Нью-Йорк Айлендерс | Вашингтон Кепіталс та Нью-Йорк Айлендерс | Вашингтон Кепіталс та Нью-Йорк Айлендерс | Вашингтон Кепіталс та Нью-Йорк Айлендерс |
| Дата                                     | Господарі                                | Господарі                                | Гості                                    | Гості                                    | Примітки                                 |                                          |
| ---------------------------------------- | ---------------------------------------- | ---------------------------------------- | ---------------------------------------- | ---------------------------------------- | ---------------------------------------- | ---------------------------------------- |
| 10 квітня                                | Н-Й Айлендерс                            | 3                                        | 4                                        | Вашингтон                                | OT                                       |                                          |
| 11 квітня                                | Н-Й Айлендерс                            | 1                                        | 2                                        | Вашингтон                                | 2OT                                      |                                          |
| 13 квітня                                | Вашингтон                                | 1                                        | 2                                        | Н-Й Айлендерс                            |                                          |                                          |
| 14 квітня                                | Вашингтон                                | 4                                        | 6                                        | Н-Й Айлендерс                            |                                          |                                          |
| 16 квітня                                | Н-Й Айлендерс                            | 2                                        | 1                                        | Вашингтон                                |                                          |                                          |
| Н-Й Айлендерс виграв серію 3:2.          |                                          |                                          |                                          |                                          |                                          |                                          |

Конференція Кларенса Кемпбела
| Сент-Луїс Блюз та Міннесота Норт-Старс | Сент-Луїс Блюз та Міннесота Норт-Старс | Сент-Луїс Блюз та Міннесота Норт-Старс | Сент-Луїс Блюз та Міннесота Норт-Старс | Сент-Луїс Блюз та Міннесота Норт-Старс | Сент-Луїс Блюз та Міннесота Норт-Старс | Сент-Луїс Блюз та Міннесота Норт-Старс |
| Дата                                   | Господарі                              | Господарі                              | Гості                                  | Гості                                  | Примітки                               |                                        |
| -------------------------------------- | -------------------------------------- | -------------------------------------- | -------------------------------------- | -------------------------------------- | -------------------------------------- | -------------------------------------- |
| 10 квітня                              | Міннесота                              | 3                                      | 2                                      | Сент-Луїс                              |                                        |                                        |
| 11 квітня                              | Міннесота                              | 4                                      | 3                                      | Сент-Луїс                              |                                        |                                        |
| 13 квітня                              | Сент-Луїс                              | 0                                      | 2                                      | Міннесота                              |                                        |                                        |
| Міннесота виграла серію 3:0.           |                                        |                                        |                                        |                                        |                                        |                                        |

| Чикаго Блек Гокс та Детройт Ред-Вінгс | Чикаго Блек Гокс та Детройт Ред-Вінгс | Чикаго Блек Гокс та Детройт Ред-Вінгс | Чикаго Блек Гокс та Детройт Ред-Вінгс | Чикаго Блек Гокс та Детройт Ред-Вінгс | Чикаго Блек Гокс та Детройт Ред-Вінгс | Чикаго Блек Гокс та Детройт Ред-Вінгс |
| Дата                                  | Господарі                             | Господарі                             | Гості                                 | Гості                                 | Примітки                              |                                       |
| ------------------------------------- | ------------------------------------- | ------------------------------------- | ------------------------------------- | ------------------------------------- | ------------------------------------- | ------------------------------------- |
| 10 квітня                             | Детройт                               | 5                                     | 9                                     | Чикаго                                |                                       |                                       |
| 11 квітня                             | Детройт                               | 1                                     | 6                                     | Чикаго                                |                                       |                                       |
| 13 квітня                             | Чикаго                                | 8                                     | 2                                     | Детройт                               |                                       |                                       |
| Чикаго виграв серію 3:0.              |                                       |                                       |                                       |                                       |                                       |                                       |

| Едмонтон Ойлерс та Лос-Анджелес Кінгс | Едмонтон Ойлерс та Лос-Анджелес Кінгс | Едмонтон Ойлерс та Лос-Анджелес Кінгс | Едмонтон Ойлерс та Лос-Анджелес Кінгс | Едмонтон Ойлерс та Лос-Анджелес Кінгс | Едмонтон Ойлерс та Лос-Анджелес Кінгс | Едмонтон Ойлерс та Лос-Анджелес Кінгс |
| Дата                                  | Господарі                             | Господарі                             | Гості                                 | Гості                                 | Примітки                              |                                       |
| ------------------------------------- | ------------------------------------- | ------------------------------------- | ------------------------------------- | ------------------------------------- | ------------------------------------- | ------------------------------------- |
| 10 квітня                             | Лос-Анджелес                          | 2                                     | 3                                     | Едмонтон                              | OT                                    |                                       |
| 11 квітня                             | Лос-Анджелес                          | 2                                     | 4                                     | Едмонтон                              |                                       |                                       |
| 13 квітня                             | Едмонтон                              | 4                                     | 3                                     | Лос-Анджелес                          | OT                                    |                                       |
| Едмонтон виграв серію 3:0.            |                                       |                                       |                                       |                                       |                                       |                                       |

| Вінніпег Джетс та Калгарі Флеймс | Вінніпег Джетс та Калгарі Флеймс | Вінніпег Джетс та Калгарі Флеймс | Вінніпег Джетс та Калгарі Флеймс | Вінніпег Джетс та Калгарі Флеймс | Вінніпег Джетс та Калгарі Флеймс | Вінніпег Джетс та Калгарі Флеймс |
| Дата                             | Господарі                        | Господарі                        | Гості                            | Гості                            | Примітки                         |                                  |
| -------------------------------- | -------------------------------- | -------------------------------- | -------------------------------- | -------------------------------- | -------------------------------- | -------------------------------- |
| 10 квітня                        | Калгарі                          | 4                                | 5                                | Вінніпег                         | OT                               |                                  |
| 11 квітня                        | Калгарі                          | 2                                | 5                                | Вінніпег                         |                                  |                                  |
| 13 квітня                        | Вінніпег                         | 0                                | 4                                | Калгарі                          |                                  |                                  |
| 14 квітня                        | Вінніпег                         | 5                                | 3                                | Калгарі                          |                                  |                                  |
| Вінніпег виграв серію 3:1.       |                                  |                                  |                                  |                                  |                                  |                                  |

### Чвертьфінали
Конференція Принца Уельського
| Монреаль Канадієнс та Квебек Нордікс | Монреаль Канадієнс та Квебек Нордікс | Монреаль Канадієнс та Квебек Нордікс | Монреаль Канадієнс та Квебек Нордікс | Монреаль Канадієнс та Квебек Нордікс | Монреаль Канадієнс та Квебек Нордікс | Монреаль Канадієнс та Квебек Нордікс |
| Дата                                 | Господарі                            | Господарі                            | Гості                                | Гості                                | Примітки                             |                                      |
| ------------------------------------ | ------------------------------------ | ------------------------------------ | ------------------------------------ | ------------------------------------ | ------------------------------------ | ------------------------------------ |
| 18 квітня                            | Квебек                               | 2                                    | 1                                    | Монреаль                             | OT                                   |                                      |
| 21 квітня                            | Квебек                               | 4                                    | 6                                    | Монреаль                             |                                      |                                      |
| 23 квітня                            | Монреаль                             | 6                                    | 7                                    | Квебек                               | OT                                   |                                      |
| 25 квітня                            | Монреаль                             | 3                                    | 1                                    | Квебек                               |                                      |                                      |
| 27 квітня                            | Квебек                               | 5                                    | 1                                    | Монреаль                             |                                      |                                      |
| 30 квітня                            | Монреаль                             | 5                                    | 2                                    | Квебек                               |                                      |                                      |
| 2 травня                             | Квебек                               | 3                                    | 2                                    | Монреаль                             | OT                                   |                                      |
| Квебек виграв серію 4:3.             |                                      |                                      |                                      |                                      |                                      |                                      |

| Філадельфія Флайєрс та Нью-Йорк Айлендерс | Філадельфія Флайєрс та Нью-Йорк Айлендерс | Філадельфія Флайєрс та Нью-Йорк Айлендерс | Філадельфія Флайєрс та Нью-Йорк Айлендерс | Філадельфія Флайєрс та Нью-Йорк Айлендерс | Філадельфія Флайєрс та Нью-Йорк Айлендерс | Філадельфія Флайєрс та Нью-Йорк Айлендерс |
| Дата                                      | Господарі                                 | Господарі                                 | Гості                                     | Гості                                     | Примітки                                  |                                           |
| ----------------------------------------- | ----------------------------------------- | ----------------------------------------- | ----------------------------------------- | ----------------------------------------- | ----------------------------------------- | ----------------------------------------- |
| 18 квітня                                 | Н-Й Айлендерс                             | 0                                         | 3                                         | Філадельфія                               |                                           |                                           |
| 21 квітня                                 | Н-Й Айлендерс                             | 2                                         | 5                                         | Філадельфія                               |                                           |                                           |
| 23 квітня                                 | Філадельфія                               | 5                                         | 3                                         | Н-Й Айлендерс                             |                                           |                                           |
| 25 квітня                                 | Філадельфія                               | 2                                         | 6                                         | Н-Й Айлендерс                             |                                           |                                           |
| 28 квітня                                 | Н-Й Айлендерс                             | 0                                         | 1                                         | Філадельфія                               |                                           |                                           |
| Філадельфія виграла серію 4:1.            |                                           |                                           |                                           |                                           |                                           |                                           |

Конференція Кларенса Кемпбела
| Чикаго Блек Гокс та Міннесота Норт-Старс | Чикаго Блек Гокс та Міннесота Норт-Старс | Чикаго Блек Гокс та Міннесота Норт-Старс | Чикаго Блек Гокс та Міннесота Норт-Старс | Чикаго Блек Гокс та Міннесота Норт-Старс | Чикаго Блек Гокс та Міннесота Норт-Старс | Чикаго Блек Гокс та Міннесота Норт-Старс |
| Дата                                     | Господарі                                | Господарі                                | Гості                                    | Гості                                    | Примітки                                 |                                          |
| ---------------------------------------- | ---------------------------------------- | ---------------------------------------- | ---------------------------------------- | ---------------------------------------- | ---------------------------------------- | ---------------------------------------- |
| 18 квітня                                | Міннесота                                | 8                                        | 5                                        | Чикаго                                   |                                          |                                          |
| 21 квітня                                | Міннесота                                | 2                                        | 6                                        | Чикаго                                   |                                          |                                          |
| 23 квітня                                | Чикаго                                   | 5                                        | 3                                        | Міннесота                                |                                          |                                          |
| 25 квітня                                | Чикаго                                   | 7                                        | 6                                        | Міннесота                                | 2OT                                      |                                          |
| 28 квітня                                | Міннесота                                | 5                                        | 4                                        | Чикаго                                   | OT                                       |                                          |
| 30 квітня                                | Чикаго                                   | 6                                        | 5                                        | Міннесота                                | OT                                       |                                          |
| Чикаго виграв серію 4:2.                 |                                          |                                          |                                          |                                          |                                          |                                          |

| Едмонтон Ойлерс та Вінніпег Джетс | Едмонтон Ойлерс та Вінніпег Джетс | Едмонтон Ойлерс та Вінніпег Джетс | Едмонтон Ойлерс та Вінніпег Джетс | Едмонтон Ойлерс та Вінніпег Джетс | Едмонтон Ойлерс та Вінніпег Джетс | Едмонтон Ойлерс та Вінніпег Джетс |
| Дата                              | Господарі                         | Господарі                         | Гості                             | Гості                             | Примітки                          |                                   |
| --------------------------------- | --------------------------------- | --------------------------------- | --------------------------------- | --------------------------------- | --------------------------------- | --------------------------------- |
| 18 квітня                         | Вінніпег                          | 2                                 | 4                                 | Едмонтон                          |                                   |                                   |
| 20 квітня                         | Вінніпег                          | 2                                 | 5                                 | Едмонтон                          |                                   |                                   |
| 23 квітня                         | Едмонтон                          | 5                                 | 4                                 | Вінніпег                          |                                   |                                   |
| 25 квітня                         | Едмонтон                          | 8                                 | 3                                 | Вінніпег                          |                                   |                                   |
| Едмонтон виграв серію 4:0.        |                                   |                                   |                                   |                                   |                                   |                                   |

### Півфінали
| Конференція Принца Уельського         | Конференція Принца Уельського         | Конференція Принца Уельського         | Конференція Принца Уельського         | Конференція Принца Уельського         | Конференція Принца Уельського         | Конференція Принца Уельського         |
| Квебек Нордікс та Філадельфія Флайєрс | Квебек Нордікс та Філадельфія Флайєрс | Квебек Нордікс та Філадельфія Флайєрс | Квебек Нордікс та Філадельфія Флайєрс | Квебек Нордікс та Філадельфія Флайєрс | Квебек Нордікс та Філадельфія Флайєрс | Квебек Нордікс та Філадельфія Флайєрс |
| Дата                                  | Господарі                             | Господарі                             | Гості                                 | Гості                                 | Примітки                              |                                       |
| ------------------------------------- | ------------------------------------- | ------------------------------------- | ------------------------------------- | ------------------------------------- | ------------------------------------- | ------------------------------------- |
| 5 травня                              | Філадельфія                           | 1                                     | 2                                     | Квебек                                | OT                                    |                                       |
| 7 травня                              | Філадельфія                           | 4                                     | 2                                     | Квебек                                |                                       |                                       |
| 9 травня                              | Квебек                                | 2                                     | 4                                     | Філадельфія                           |                                       |                                       |
| 12 травня                             | Квебек                                | 5                                     | 3                                     | Філадельфія                           |                                       |                                       |
| 14 травня                             | Філадельфія                           | 2                                     | 1                                     | Квебек                                |                                       |                                       |
| 16 травня                             | Квебек                                | 0                                     | 3                                     | Філадельфія                           |                                       |                                       |
| Філадельфія виграла серію 4:2.        |                                       |                                       |                                       |                                       |                                       |                                       |

| Конференція Кларенса Кемпбела       | Конференція Кларенса Кемпбела       | Конференція Кларенса Кемпбела       | Конференція Кларенса Кемпбела       | Конференція Кларенса Кемпбела       | Конференція Кларенса Кемпбела       | Конференція Кларенса Кемпбела       |
| Едмонтон Ойлерс та Чикаго Блек Гокс | Едмонтон Ойлерс та Чикаго Блек Гокс | Едмонтон Ойлерс та Чикаго Блек Гокс | Едмонтон Ойлерс та Чикаго Блек Гокс | Едмонтон Ойлерс та Чикаго Блек Гокс | Едмонтон Ойлерс та Чикаго Блек Гокс | Едмонтон Ойлерс та Чикаго Блек Гокс |
| Дата                                | Господарі                           | Господарі                           | Гості                               | Гості                               | Примітки                            |                                     |
| ----------------------------------- | ----------------------------------- | ----------------------------------- | ----------------------------------- | ----------------------------------- | ----------------------------------- | ----------------------------------- |
| 4 травня                            | Чикаго                              | 2                                   | 11                                  | Едмонтон                            |                                     |                                     |
| 7 травня                            | Чикаго                              | 3                                   | 7                                   | Едмонтон                            |                                     |                                     |
| 9 травня                            | Едмонтон                            | 2                                   | 5                                   | Чикаго                              |                                     |                                     |
| 12 травня                           | Едмонтон                            | 6                                   | 8                                   | Чикаго                              |                                     |                                     |
| 14 травня                           | Чикаго                              | 5                                   | 10                                  | Едмонтон                            |                                     |                                     |
| 16 травня                           | Едмонтон                            | 8                                   | 2                                   | Чикаго                              |                                     |                                     |
| Едмонтон виграв серію 4:2.          |                                     |                                     |                                     |                                     |                                     |                                     |

### Фінал Кубка Стенлі
| Філадельфія Флайєрс та Едмонтон Ойлерс | Філадельфія Флайєрс та Едмонтон Ойлерс | Філадельфія Флайєрс та Едмонтон Ойлерс | Філадельфія Флайєрс та Едмонтон Ойлерс | Філадельфія Флайєрс та Едмонтон Ойлерс | Філадельфія Флайєрс та Едмонтон Ойлерс | Філадельфія Флайєрс та Едмонтон Ойлерс |
| Дата                                   | Господарі                              | Господарі                              | Гості                                  | Гості                                  | Примітки                               |                                        |
| -------------------------------------- | -------------------------------------- | -------------------------------------- | -------------------------------------- | -------------------------------------- | -------------------------------------- | -------------------------------------- |
| 21 травня                              | Едмонтон                               | 1                                      | 4                                      | Філадельфія                            |                                        |                                        |
| 23 травня                              | Едмонтон                               | 3                                      | 0                                      | Філадельфія                            |                                        |                                        |
| 25 травня                              | Філадельфія                            | 3                                      | 4                                      | Едмонтон                               |                                        |                                        |
| 28 травня                              | Філадельфія                            | 3                                      | 5                                      | Едмонтон                               |                                        |                                        |
| 30 травня                              | Філадельфія                            | 3                                      | 8                                      | Едмонтон                               |                                        |                                        |
| Едмонтон виграв серію 4:1.             |                                        |                                        |                                        |                                        |                                        |                                        |

## Найкращі бомбардири
| Гравець        | Команда  | І  | Г  | П  | О  |
| -------------- | -------- | -- | -- | -- | -- |
| Вейн Грецкі    | Едмонтон | 18 | 17 | 30 | 47 |
| Пол Коффі      | Едмонтон | 18 | 12 | 25 | 37 |
| Ярі Куррі      | Едмонтон | 18 | 19 | 12 | 30 |
| Дені Савар     | Чикаго   | 15 | 9  | 20 | 29 |
| Гленн Андерсон | Едмонтон | 18 | 10 | 16 | 26 |
| Марк Мессьє    | Едмонтон | 18 | 12 | 13 | 25 |
| Петер Штястний | Квебек   | 18 | 4  | 19 | 23 |
| Стів Лармер    | Чикаго   | 15 | 9  | 13 | 22 |
| Мішель Гуле    | Квебек   | 17 | 11 | 10 | 21 |
| Чарлі Гадді    | Едмонтон | 18 | 3  | 17 | 20 |